# فرودگاه آدامپور
فرودگاه آدامپور (به انگلیسی: Adampur Airport) یک فرودگاه، پروازگاه ترافیک تجاری و پایگاه هوایی در هند است که در ادامپور واقع شده‌است.